# طواف بلجيكا 2013
طواف بلجيكا 2013 (بالإنجليزية: 2013 Tour of Belgium)‏  هو سباق دراجات هوائية، وهو الموسم رقم 83 من السباق، وأقيم خلال الفترة 22 مايو 2013، وحتى 26 مايو 2013، وهو من نوع سباق المرحلة.
فاز فيه بالمركز الأول طوني مارتين، وبالمركز الثاني لويس ليون سانشيز، وبالمركز الثالث فيليب جيلبير.

## الفائزون
| الترتيب | الفائز           |
| ------- | ---------------- |
| الفائز  | طوني مارتين      |
| الثاني  | لويس ليون سانشيز |
| الثالث  | فيليب جيلبير     |